# Inview Technology
Inview Technology (Inview Technology Ltd. oder einfach Inview) ist eine britische Firma, die EPG und Software vertreibt, die Billig-TV-Geräte ans Internet anschließt.  Der Firmensitz ist in Northwich, Cheshire, UK. Inview's Chairman Ken Austin hat 25 Jahre Erfahrung im Gebiet der TV on-board Software.
Inview's Software erkennt, in welchem Land der TV benutzt wird, und zeigt Inhalte, die für das betreffende Land relevant sind. Ein Partner in Deutschland ist u. a. die Axel Springer AG. Weltweite Inview-Partner sind Acetrax (Sky) und On Demand Group für Filme über das Internet und Aupeo für Streaming Audio und Internetradio.